# Pycnothele perdita
Pycnothele perdita là một loài nhện trong họ Nemesiidae.
Pycnothele perdita được miêu tả năm 1917 bởi Chamberlin.